# The Crisis (film, 1916)
Pour les articles homonymes, voir The Crisis.
Pour plus de détails, voir Fiche technique et Distribution.
The Crisis est un film muet américain réalisé par Colin Campbell et sorti en 1916.

## Synopsis
Stephen Brice, jeune avocat, est amoureux de Virginia Carvel, fille de son bienfaiteur, le Colonel Comyn Carvel. Mais l'élection d'Abraham Lincoln amène la confrontation entre les deux camps. Brice s'est rangé au côté des anti-esclavagistes, alors que Virginia reste fidèle aux valeurs du Sud. Cette dernière se fiance alors à son cousin Clarence Colfax. Celui-ci est fait prisonnier par les troupes de Sherman, dans lesquelles sert Brice. Accusé d'espionnage, il est condamné à mort...

## Fiche technique
- Réalisation : Colin Campbell
- Scénario : Colin Campbell, d'après le roman de Winston Churchill
- Chef-opérateur : G. McKenzie
- Direction artistique : Gabriel Pollock
- Durée : 100 minutes
- Date de sortie : États-Unis : décembre 1916

## Distribution
- George Fawcett : Juge Silas Whipple
- Matt Snyder : Colonel Comyn Carvel
- Bessie Eyton : Virginia Carvel
- Tom Santschi : Stephen Bride
- Eugenie Besserer : Mrs Brice
- Marshall Neilan : Clarence Colfax
- Frank Weed : Eliphalet Hopper
- Will Machin : Lige Brent
- Sam D. Drane : Abraham Lincoln
- Cecil Holland : Général W. T. Sherman
- Leo Pierson : Jack Brindsmade
- George Snyder
- Frank Green
- Alfred E. Green
- Wheeler Oakman